# Darian Schijman
Darian Schijman (La Plata, Argentina, 29 de agosto de 1982) es un abogado, conductor de TV y actor argentino. Se hizo conocido públicamente como notero y conductor en el programa argentino Caiga Quien Caiga. Se lo conoce bajo el sobrenombre de "Rulo". Cuenta con su propio canal en Youtube.

## Biografía
Nació en la Ciudad de La Plata el 29 de agosto de 1982.
Terminó el secundario en el Colegio Nacional de La Plata e, inmediatamente, comenzó a estudiar derecho en la Universidad Nacional de La Plata.
A los 22 años, decidió mudarse a la Ciudad de Buenos Aires, donde terminó la carrera de Abogacía en la Universidad de Belgrano.
Es el hermano menor de Jonatan Schijman, actual empleado de Elementum SCM.

## Carrera profesional
Mientras estudiaba, comenzó a asistir a casting publicitarios. Logró participar en nueve comerciales (Cerveza Andes, Axe, etc.). Estudió Stand up y presentó su show en el Paseo La Plaza, donde actuó durante el transcurso de un año. 
En el año 2010 se mudó a Nueva York. Allí trabajó como paseador de perros y fotógrafo en casamientos.
En 2011 volvió a la Argentina y decidió comenzar a ejercer la práctica de abogacía.

## Autocasting
En diciembre de 2011 realiza un vídeo que cambiaría su vida: el miércoles 14 se dirigió a la entrega de los "Premios Tato" (CAPIT, 1.ª edición), con un camarógrafo y vestido como notero de CQC. Allí, realizó notas a muchas personalidades que asistieron al evento. Editó el material y lo subió a Youtube, denominándolo "autocasting" .
Una semana después, fue convocado por la empresa Eyeworks Cuatro Cabezas, contratándolo para que fuera parte del programa CQC en el año 2012 en el canal América.

## CQC
Debutó el 21 de marzo de 2012, encarnando un personaje llamado el "Periodista Básico". Este consistía en realizar entrevistas exacerbando aquellos defectos que tienen algunos periodistas, convirtiendo cada uno de ellos en un "Tip del Periodista Básico" (silencio, interrupción, estira palabra, decodificador, no anécdota, etc.).
En el año 2013 el programa pásó a Canal 13 donde, conducido por Roberto Pettinato, comenzó a emitirse diariamente. Allí, "Rulo" pudo afianzarse en el programa y lograr gran protagonismo convirtiéndose en coconductor. Ese mismo año, fue elegido como uno de los "Personajes del Año" por la Revista Gente.

## Zapping
En diciembre de 2014 debutó en el regreso de Zapping, con Viviana Canosa como conductora del ciclo. El programa se emitió durante el 2015 de lunes a viernes, con diversos cambios en la composición del panel.

## La mesa está lista
Desde el lunes 29 de junio de 2015, por la mañana, participó como panelista en La mesa está lista por El Trece acompañado por María Julia Oliván (política) y José Chatruc (deportes). El programa fue conducido por Germán Paoloski.

## Plan TV
Desde septiembre de 2017, se sumó a Plan TV, por El Trece con la conducción de Gabriela Sobrado.

## Momento D
Desde el 14 de febrero de 2022, participa en el programa de actualidad, magazine y de espectáculos: Momento D, con la conducción de Fabián Doman, por El Trece.

## Preguntas Mundiales
En el marco del Mundial FIFA 2022 de Catar, la señal de cable Volver lanzó su programa "Preguntas Mundiales" conducido por Darian "Rulo" Schijman.

## Radio
- 2017: Enrulate en Late 93.1 desde Puerto Madero.
- 2022: Enrulados en GENTE RADIO VISION 107.5

## Vida privada
Es hincha del Club de Fútbol Argentino Estudiantes de La Plata y ha sido tapa de diversas revistas su relación con la actriz argentina Gabriela Sari.  La pareja sale desde 2014 y tuvo su primera hija en el 2017, la llamaron Donna Schijman Sari.